# Gouvernement Bonomi I
Pour les articles homonymes, voir Gouvernement Bonomi.
Royaume d'Italie
Giolitti V Facta I
Le gouvernement Bonomi I (Governo Bonomi I, en italien) est le gouvernement du royaume d'Italie entre le 4 juillet 1921 et le 26 février 1922, durant la XXVIe législature.

## Historique

### Président du conseil des ministres
Ivanoe Bonomi